# Vía Aquitania

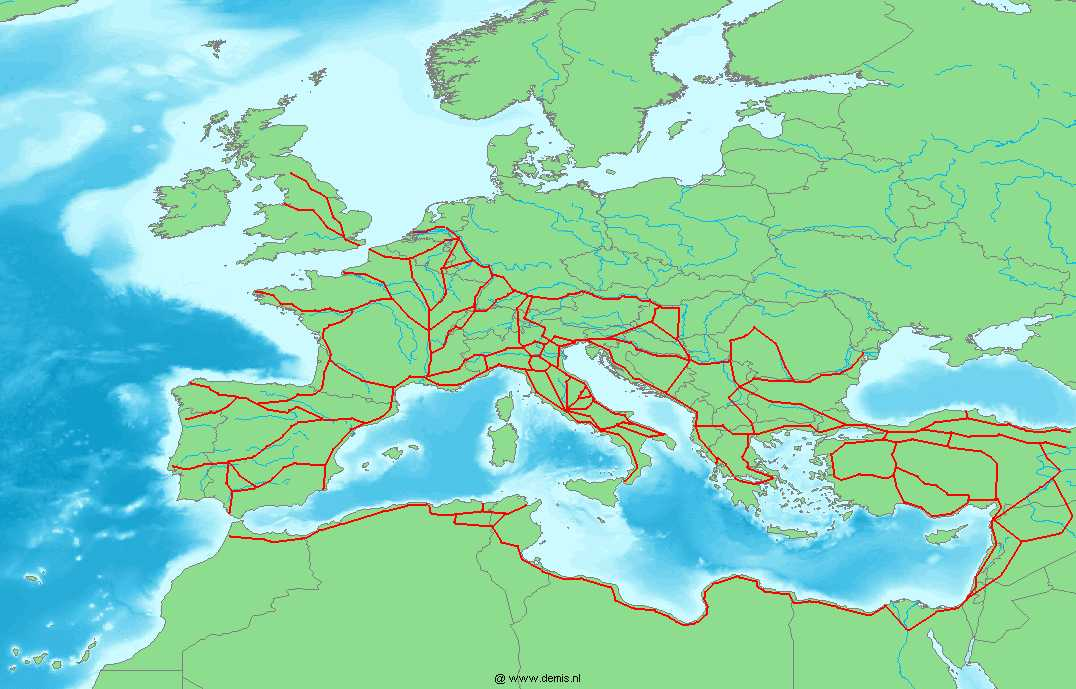
La visión general de la red de carreteras del Imperio Romano bajo la regencia del emperador Adriano (125).

La Vía Aquitania (rojo) con las vías romanas más importantes de la Galia.

La Vía Aquitania era una calzada romana construida en el 118 a. C.[cita requerida] en la Galia como camino de penetración hacia el norte de la Galia, Aquitania, desde la costa mediterránea. Se iniciaba en Narbo Martius (Narbona), la capital de la provincia romana de Gallia Narbonensis. Allí empalmaba con la Vía Domitia. Desde Narbo Martius se proyectaba hacia el Océano Atlántico, a través de Tolosa (Toulouse), llegando a Burdigala (Burdeos), tras aproximadamente 400 km.
Posteriormente, durante la Edad Media en España, también se le llamó "Vía Aquitania" a la calzada romana XXXIV o Ab Asturica Burdigalam (Astorga-Burdeos), de Hispania in Aequitania, que era utilizada como ruta afluente por peregrinos franceses que emprendían el Camino de Santiago. La ruta se conoce como camino francés y en algunos tramos olvidados se está recuperando como es el caso de Camino de Santiago Vía Aquitania. 

Mapa de la Via XXXIV. Ab Asturica Burdigalam. Camino de Santiago La Calzada Vía Aquitania.

## Fundador
Cneo Domicio Enobarbo, junto con Quinto Fabio Máximo Alobrógico, derrotó a las tribus galas de los alóbroges y los arvernos en el 121 a. C. En 118 a. C., fundó la ciudad de Narbo Martius, hoy en día Narbona, y construyó la Vía Domitia para facilitar el viaje a Hispania. La Vía Aquitania es una rama de la Vía Domitia que pasa por el sudoeste de la Galia en la provincia de Aquitania. Se desconoce quién encargó la Vía Aquitania, pero es probable que fuera Domitius Ahenobarbus con el fin de recaudar más fácilmente tributos de las recién conquistadas tribus.

## Itinerario de la Vía Aquitania
La Vía Aquitania fue la principal vía romana en la provincia de Aquitania. La provincia de Aquitania está situada en el sudoeste de la Galia. Sus límites son, al sur los Pirineos, al oeste con el Océano Atlántico, y al norte con el río Loira.
La Vía Aquitania comienza en Narbona, en la que se conecta a la Vía Domitia. Narbona fue la primera colonia romana de la Galia. Su finalidad es ser una colonia agrícola.
Además de Narbona, otras dos importantes ciudades, Tolosa y Burdeos, se encuentran a lo largo de la Vía, principal ruta comercial que las une el Atlántico.
En Toulouse, la Vía Aquitania se cruza con carreteras que conducen al norte (Lyon, que fue la principal intersección de las carreteras galas). Toulouse más tarde se convirtió en la capital de los visigodos. La Vía Aquitania terminó en Burdigala, hoy en día Burdeos. Burdeos es una importante ciudad comercial internacional, debido a su proximidad con el Océano Atlántico. Después que la Galia se dividió en las tres provincias de Aquitania, Bélgica, y Lugdunensis, Burdeos se convirtió en la capital de Aquitania. La Vía Aquitania conectaba estas importantes ciudades con el sur de la Galia.
Otra vía comunicaba Burdeos con Astorga, pasando por: Pamplona, Virovesca (Briviesca) y Pallantia (Palencia).